# 한국의 토기와 도자기

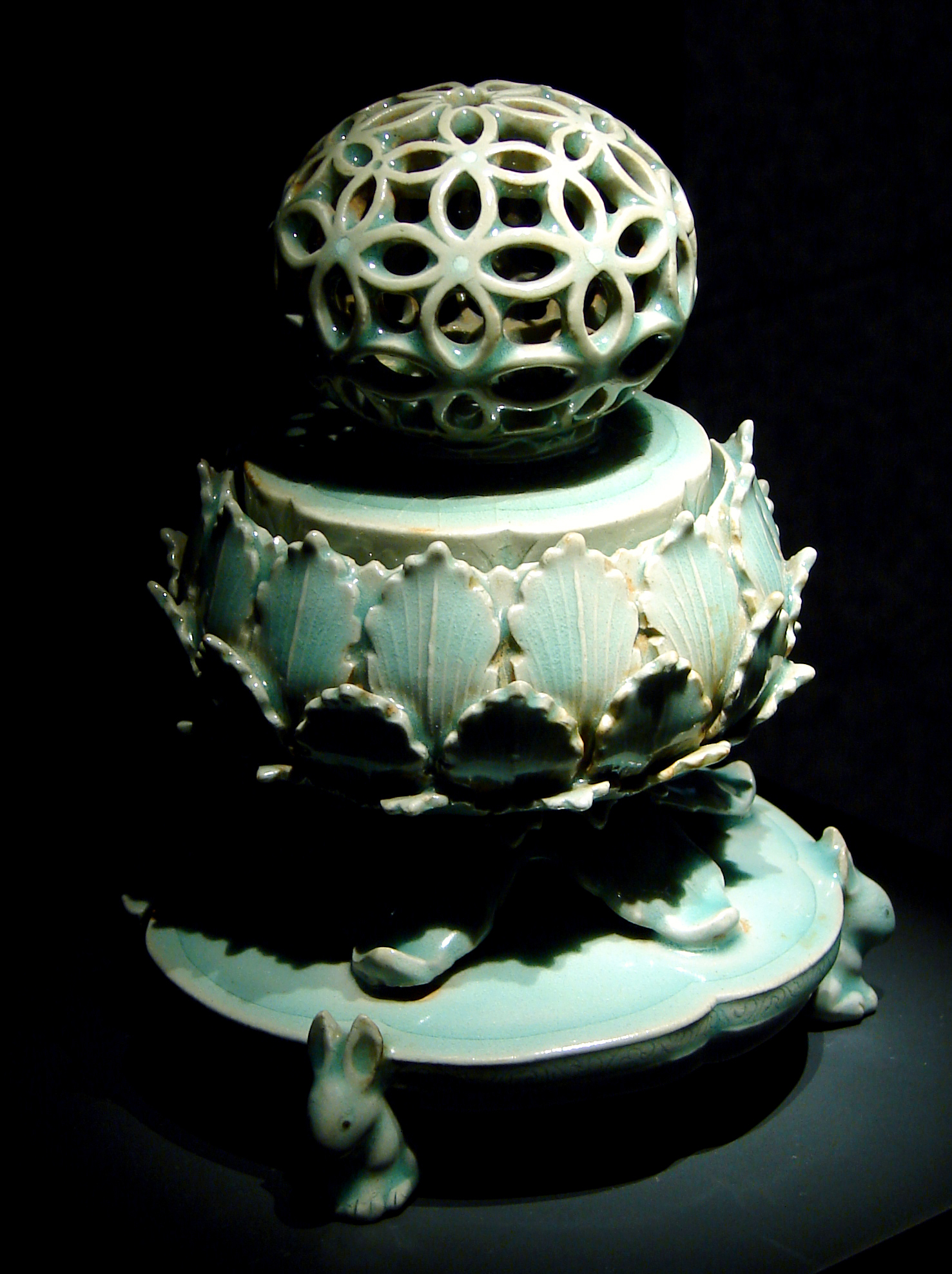
대표적인 고려청자 중 하나인 청자 투각칠보문뚜껑 향로 (전 국보 95호)

한국의 토기와 도자기는 기원전 8000년경부터 만들어지기 시작한 것으로 파악된다. 서구에 비해 상대적으로 오랜 기간 정치적으로 안정적이었던 까닭에 지역 고유의 전통과 장인 기술이 확립되었다. 신석기 시대의 토기는 독특한 햇빛을 상징하는 기하학적인 무늬와 빗살무늬무늬가 장식되어있다. 한반도 남부 지방에서는 민무늬토기가 유행했다. 민무늬토기에 빨간색과 검은색을 내기 위해 특별한 광물을 사용하기도 했다.
시대가 흐르며 한국의 독자적인 형태인 달항아리, 분청사기, 고려청자 및 조선 철학 사사의 영향을 받은 최소주의적 양식이 나타났다. 임진왜란 당시 한국의 도예가들이 일본으로 끌려갔는데, 그 중 이삼평은 일본에서 이마리야키의 시대를 열었다. 이외에도 심당길과 박평의는 사쓰마야키를 만들어 현대까지 그 맥이 이어지고 있다.

## 역사

### 빗살무늬토기 시대 (신석기)

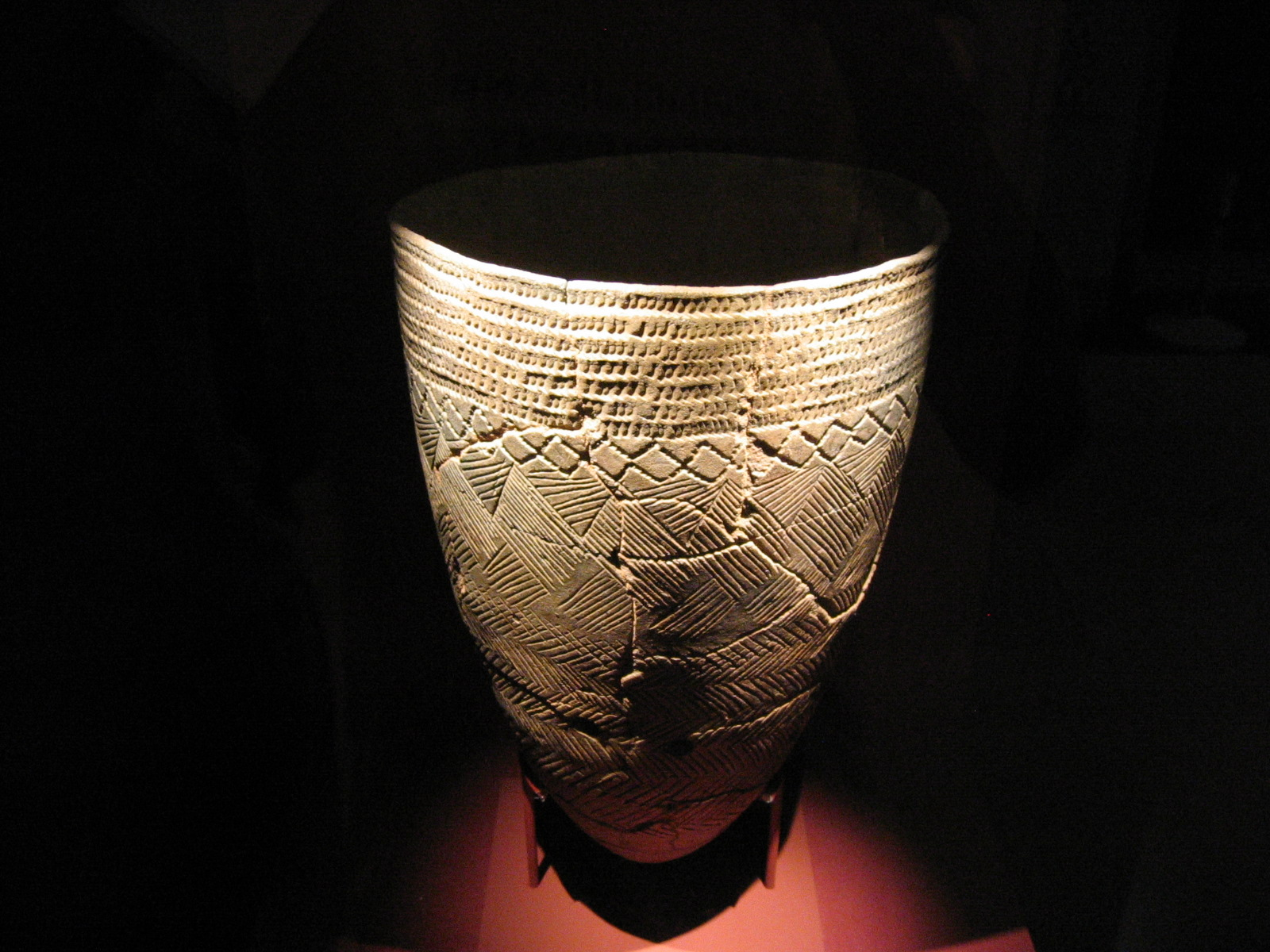
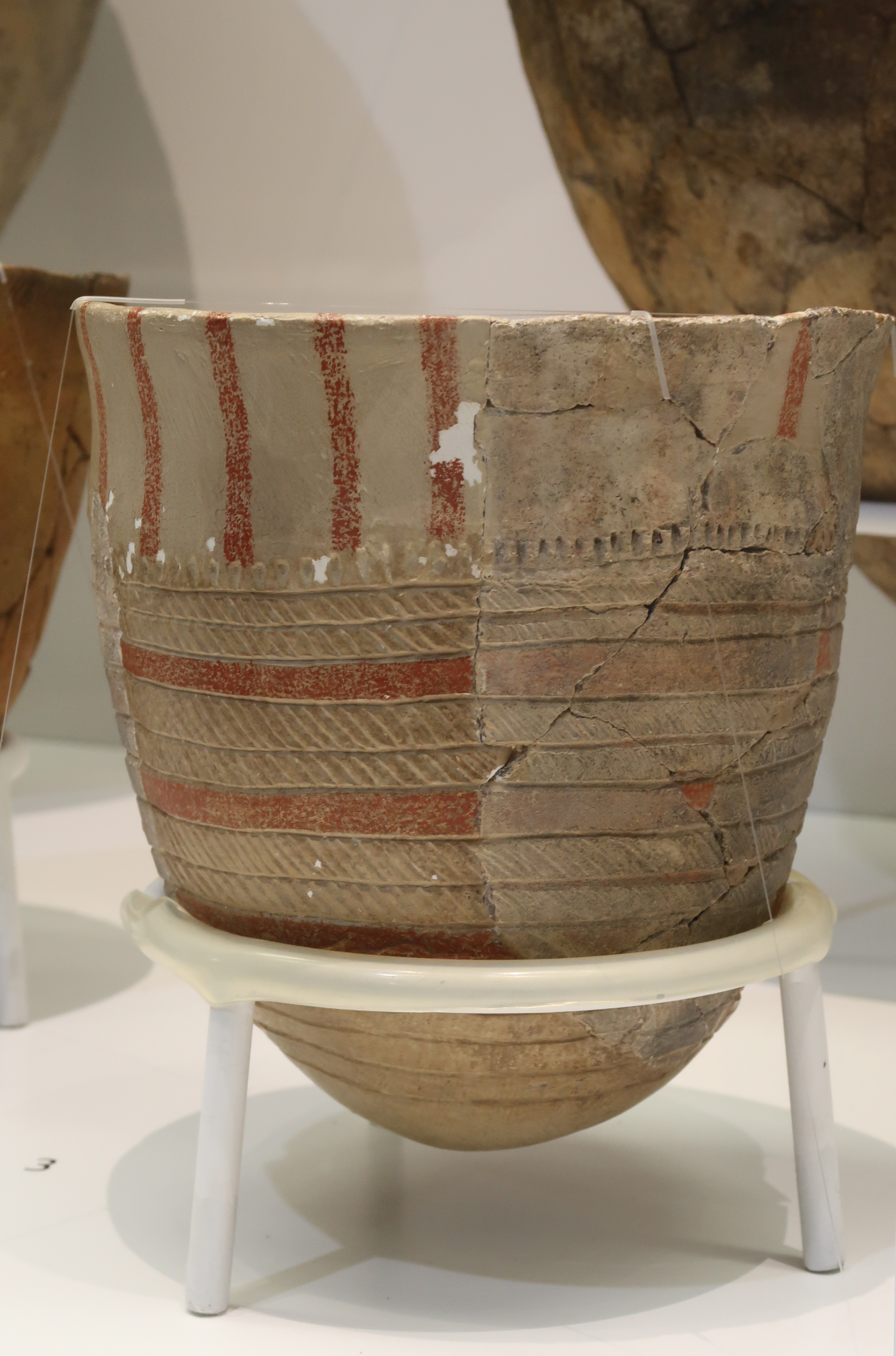

한국에서 발견된 가장 오래된 토기는 기원전 8000년에 제작되었다. 제주도를 포함한 한반도 전역에서 이 즈음 중석기 빗살무늬토기의 흔적이 발견된다. 빗살무늬토기는 기원전 7000년 이후에 발견되며, 서울 암사동 유적 등 선사시대 정착지가 다수 존재했던 한반도 중서부 지역의 유적지에 특히 집중되어 있다. 빗살무늬는 유라시아대륙 토기 전반에서 일반적으로 발견되는 무늬이다. 그러나 그 중 가장 이른 시기의 토기가 한국에서 발견된 것이다.

### 민무늬토기 시대 (청동기)
민무늬토기 시대는 기원전 1900년대에 시작하여 기원전 400년까지 지속된다. 민무늬토기는 고인돌에서 비파형동검을 비롯한 기타 청동기 부장품들과 함께 발견되는 경우가 많다. 이 시기의 토기는 평평한 바닥을 갖고 있는데, 표면이 매끄러워서 '민무늬'라는 이름이 붙여진 것이다. 고조선과 부여는 이 토기들을 실용적인 용도 뿐 아니라 의식적인 목적으로도 사용했다. 벼농사가 전파되며 양쪽에 손잡이가 달린 실용적인 항아리가 개발되었는데, 이를 미송리식 토기라 한다.

### 삼한시기
삼한시대에는 섭씨 900도에서 구워서 만든 토기기 많이 등장한다. 다양한 회색과 모양을 가지고 있는데 삿무늬토기라고 부르는 토기가 대표적이다. 김해의 강 근처 조개껍데기 무더기 안에서 처음 발견되어 김해토기라고도 하였다.

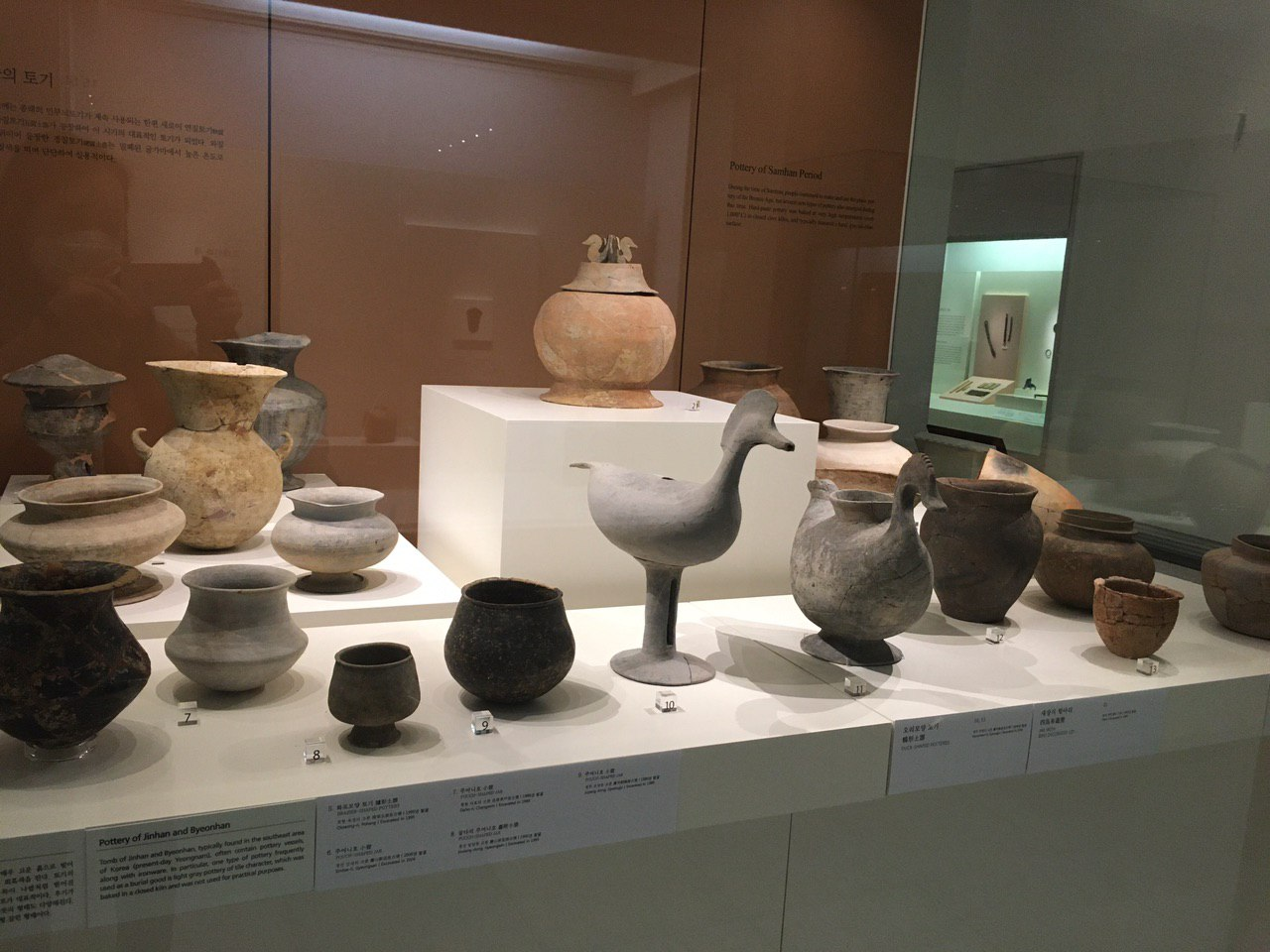
삼한시기의 토기
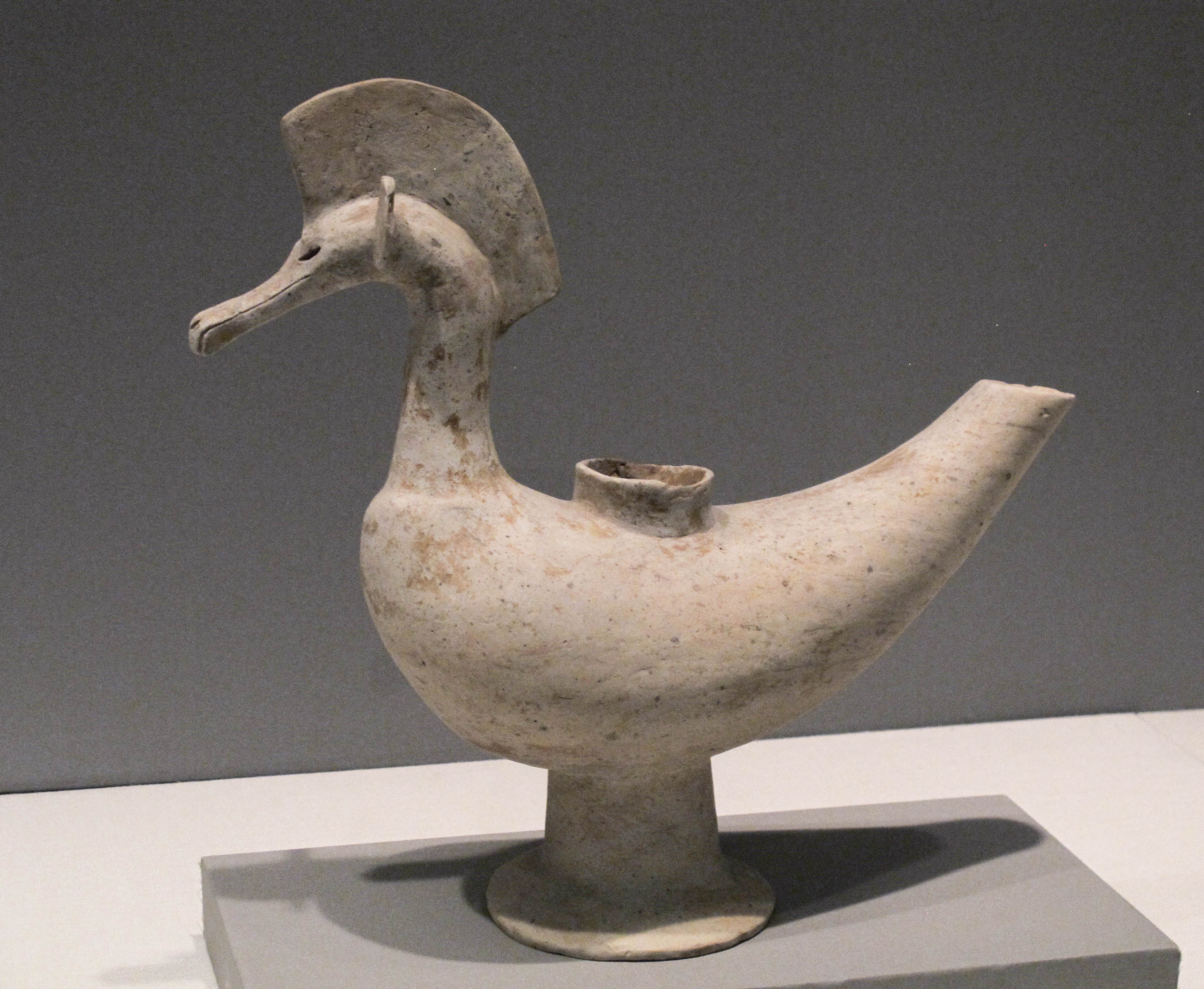

### 삼국시대

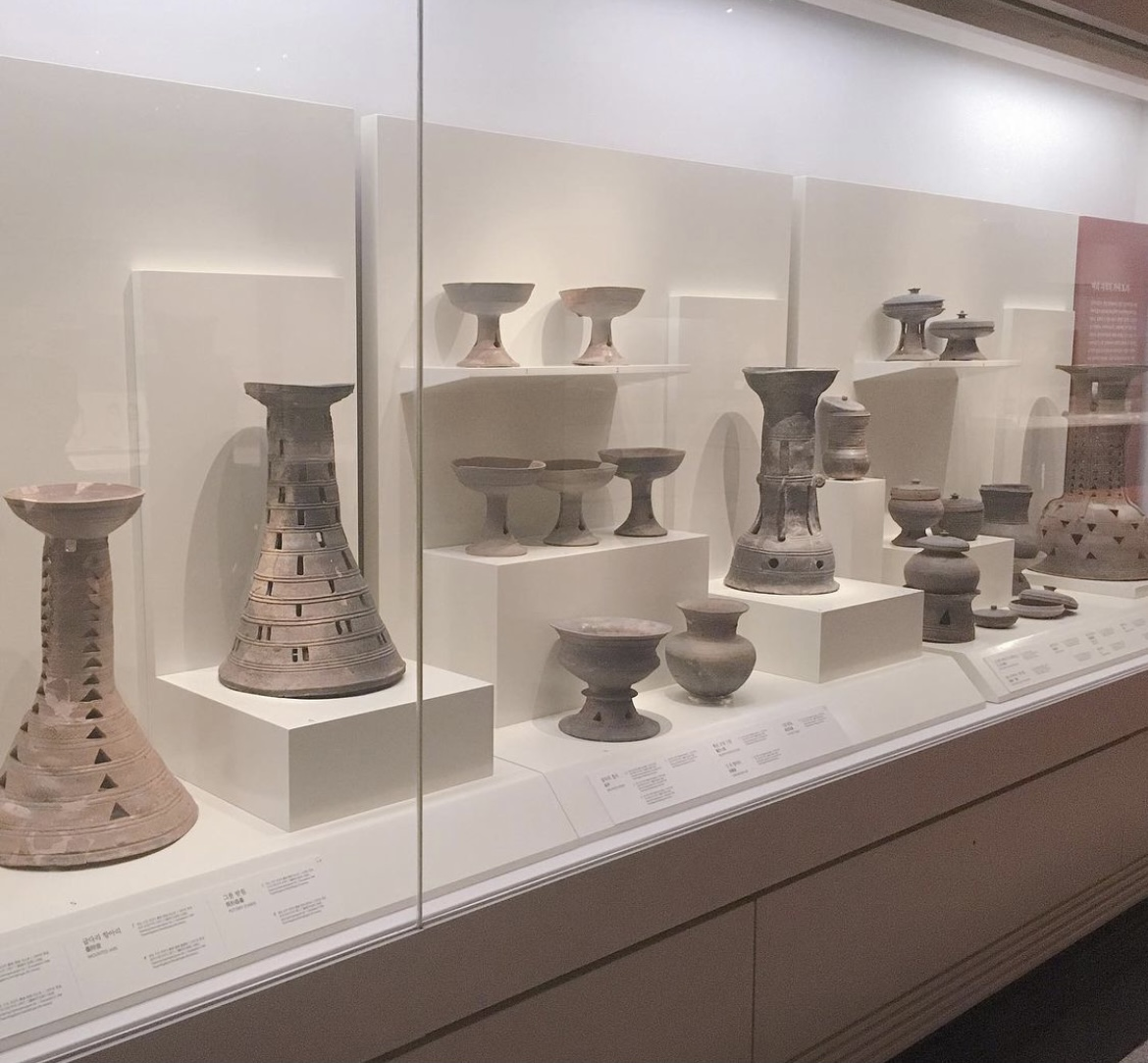
아라가야, 금관가야, 신라 등의 굽다리접시
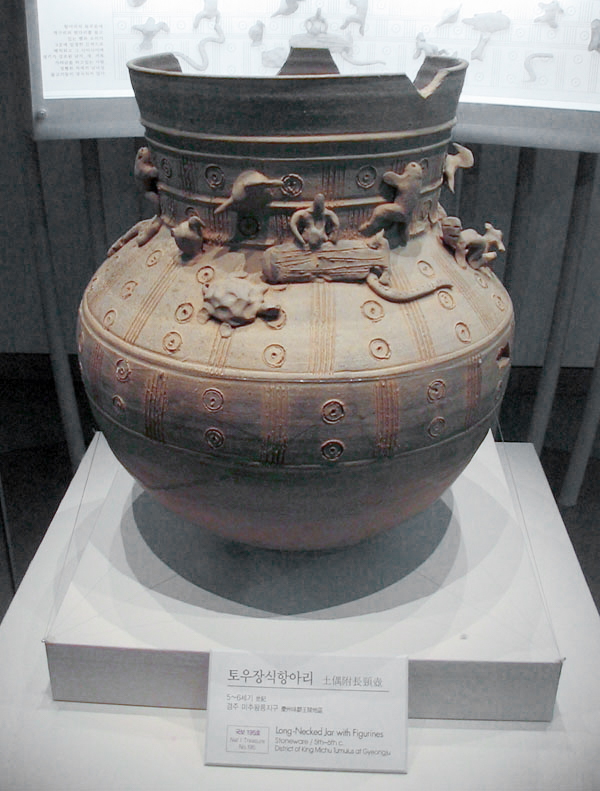
신라의 목항아리(장경호)
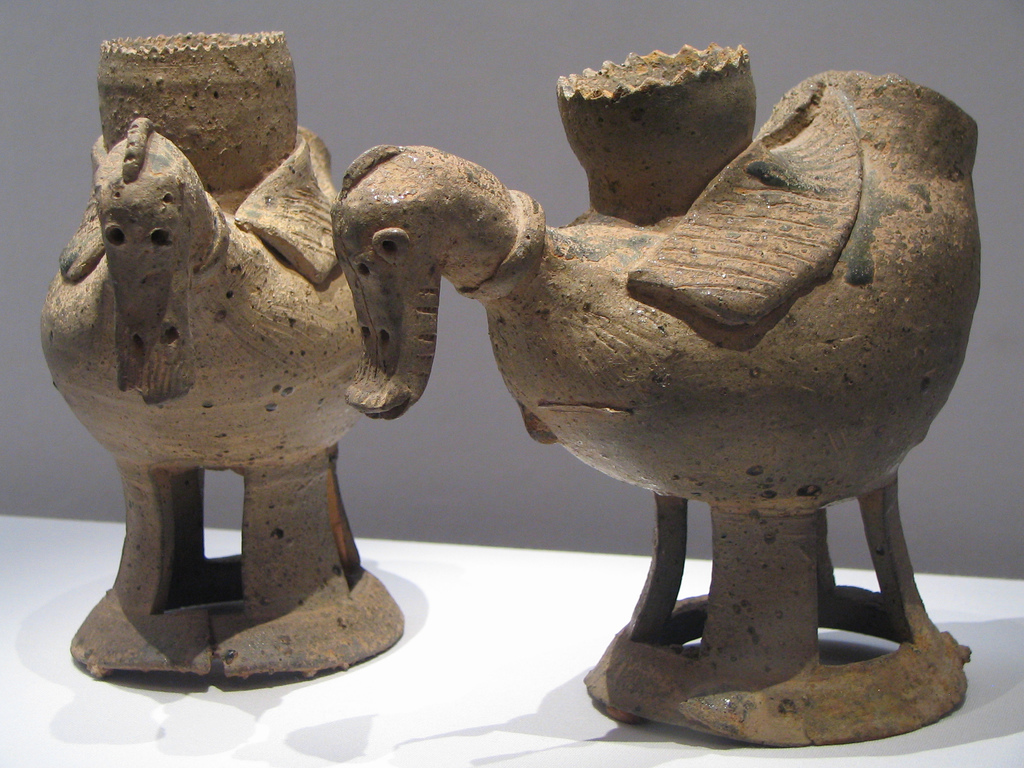
삼한~삼국 시대의 오리 모양 토기. 황천 사상을 반영한 것으로 여겨진다.
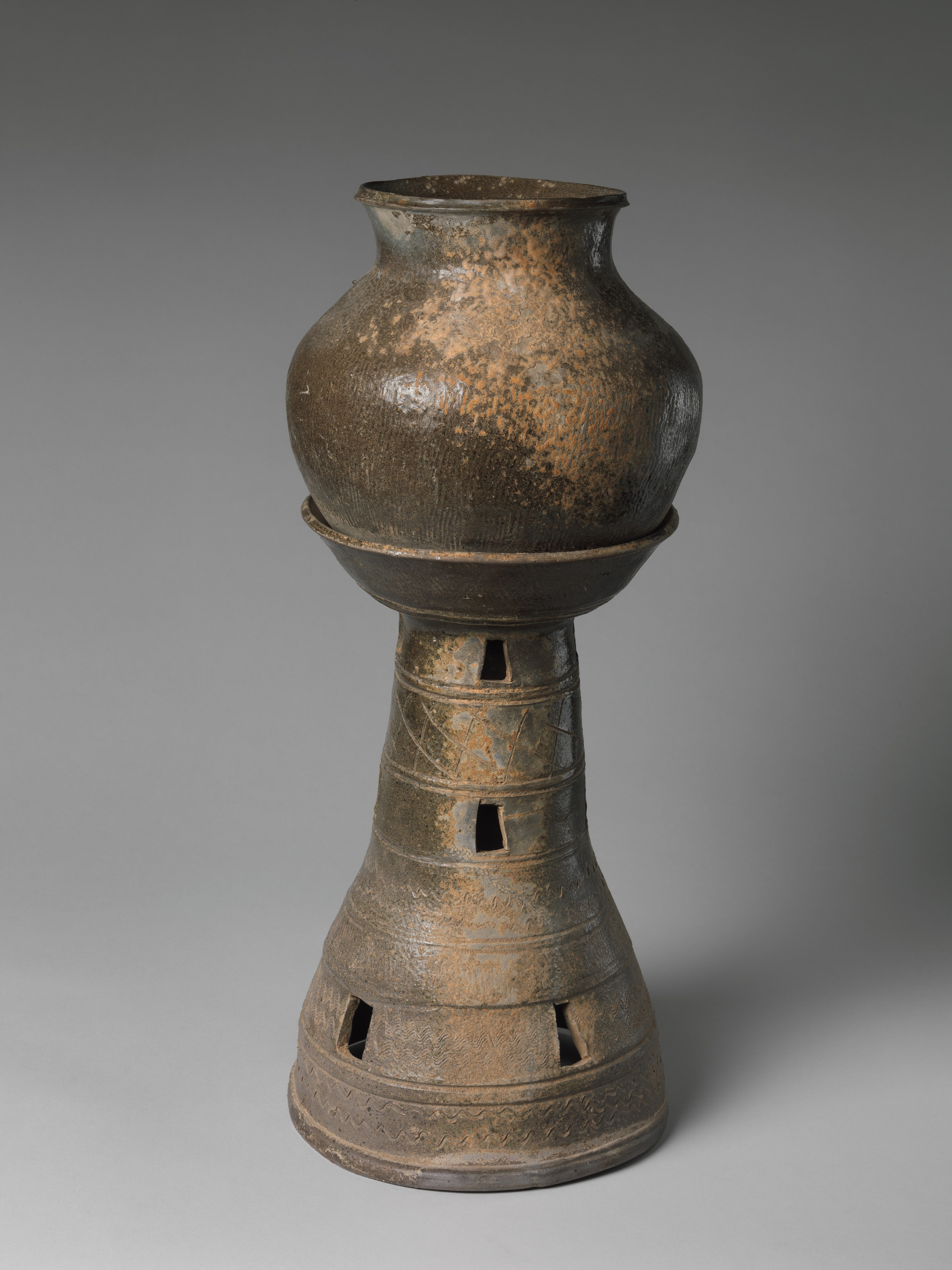
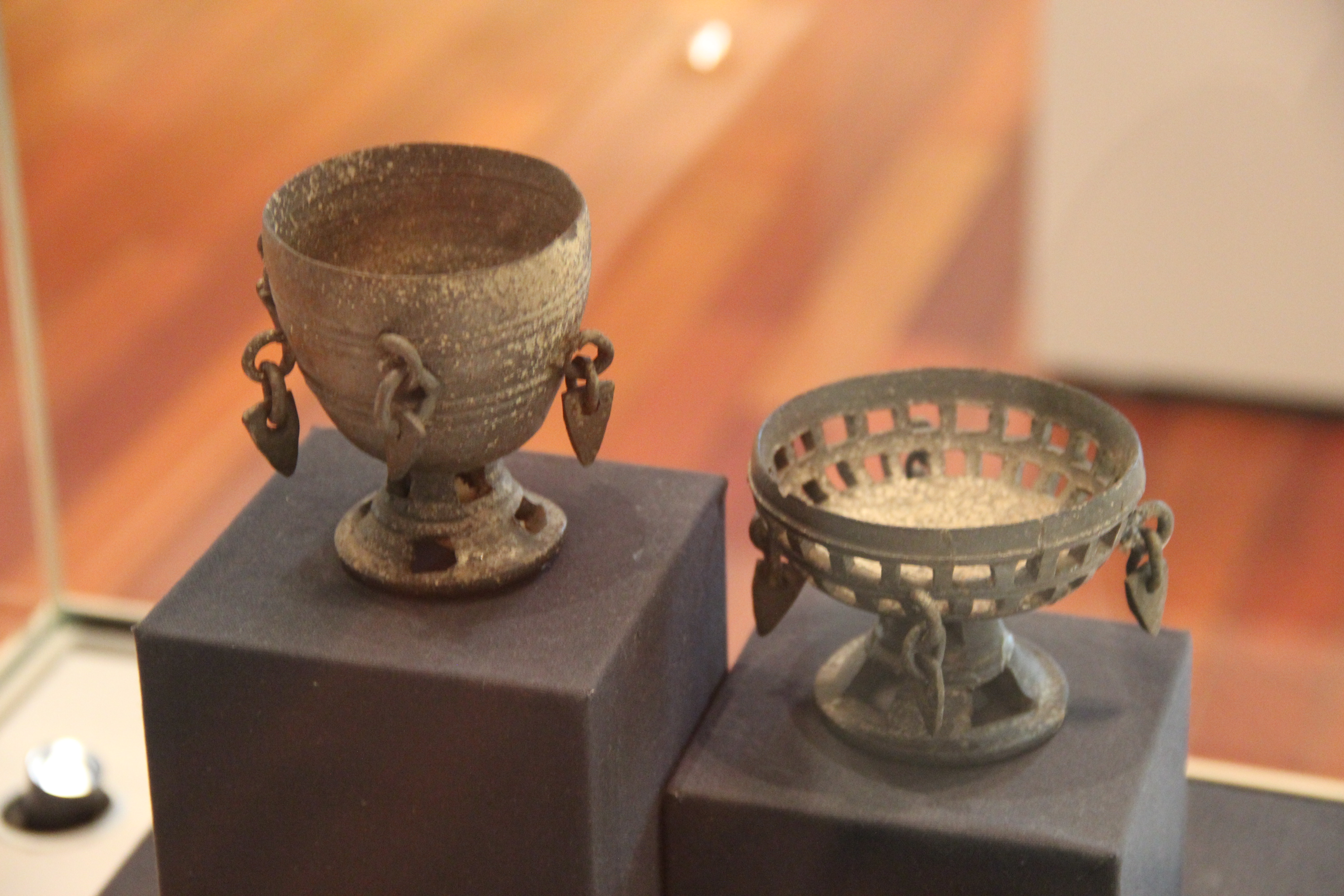
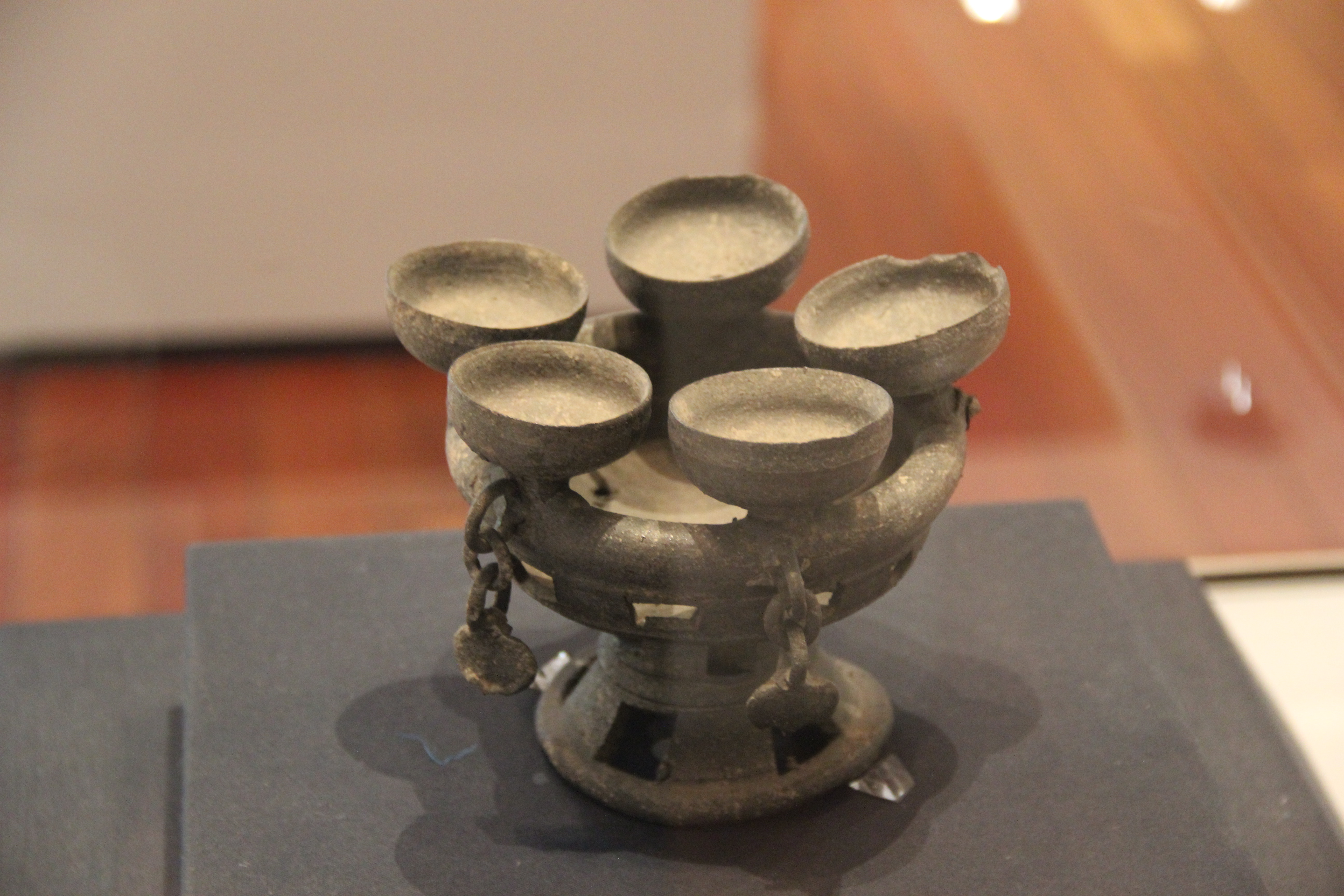
초기 신라시대의 찻잔
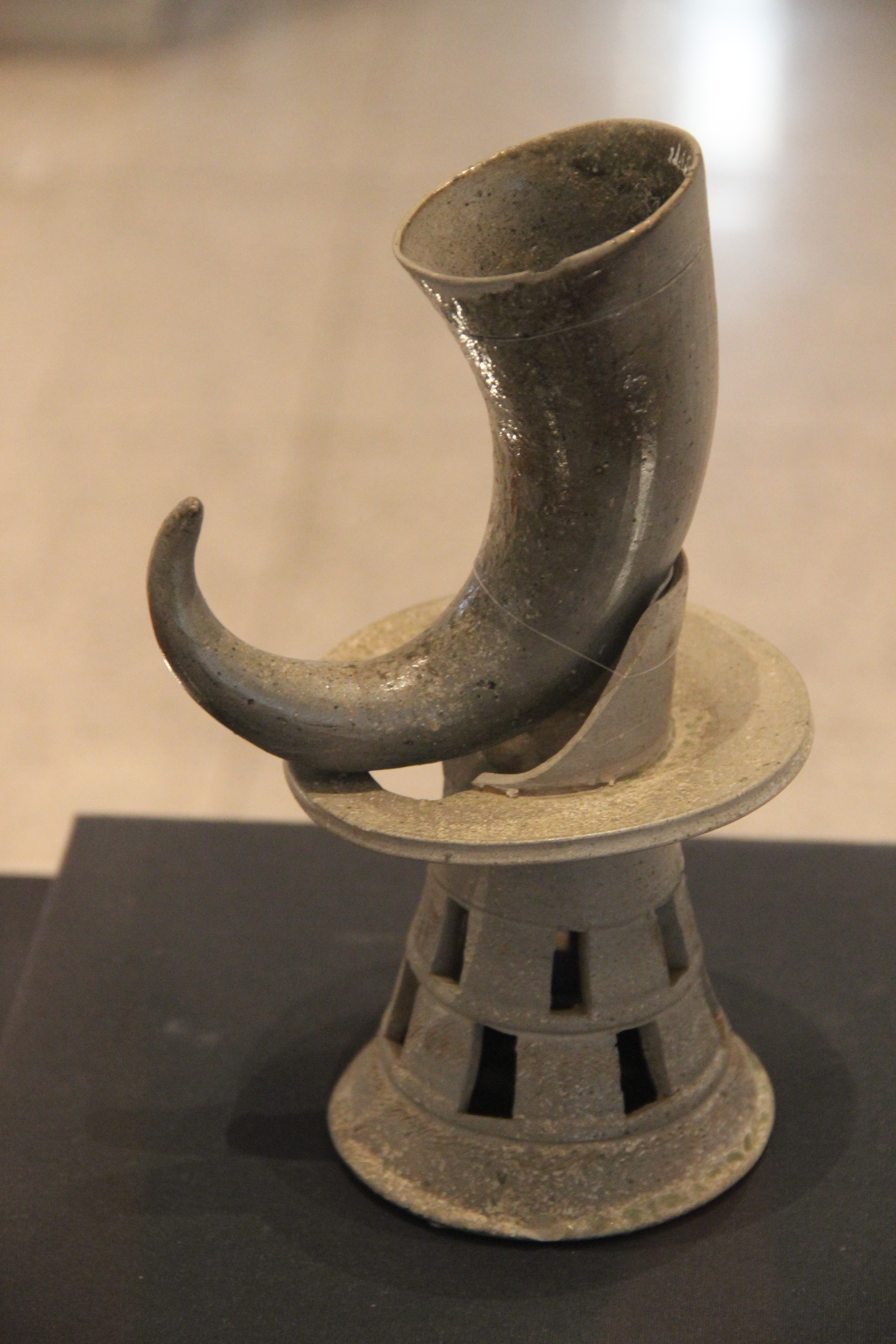
뿔모양 컵은 동아시아에서 유일하게 신라에서만 발견되었다.
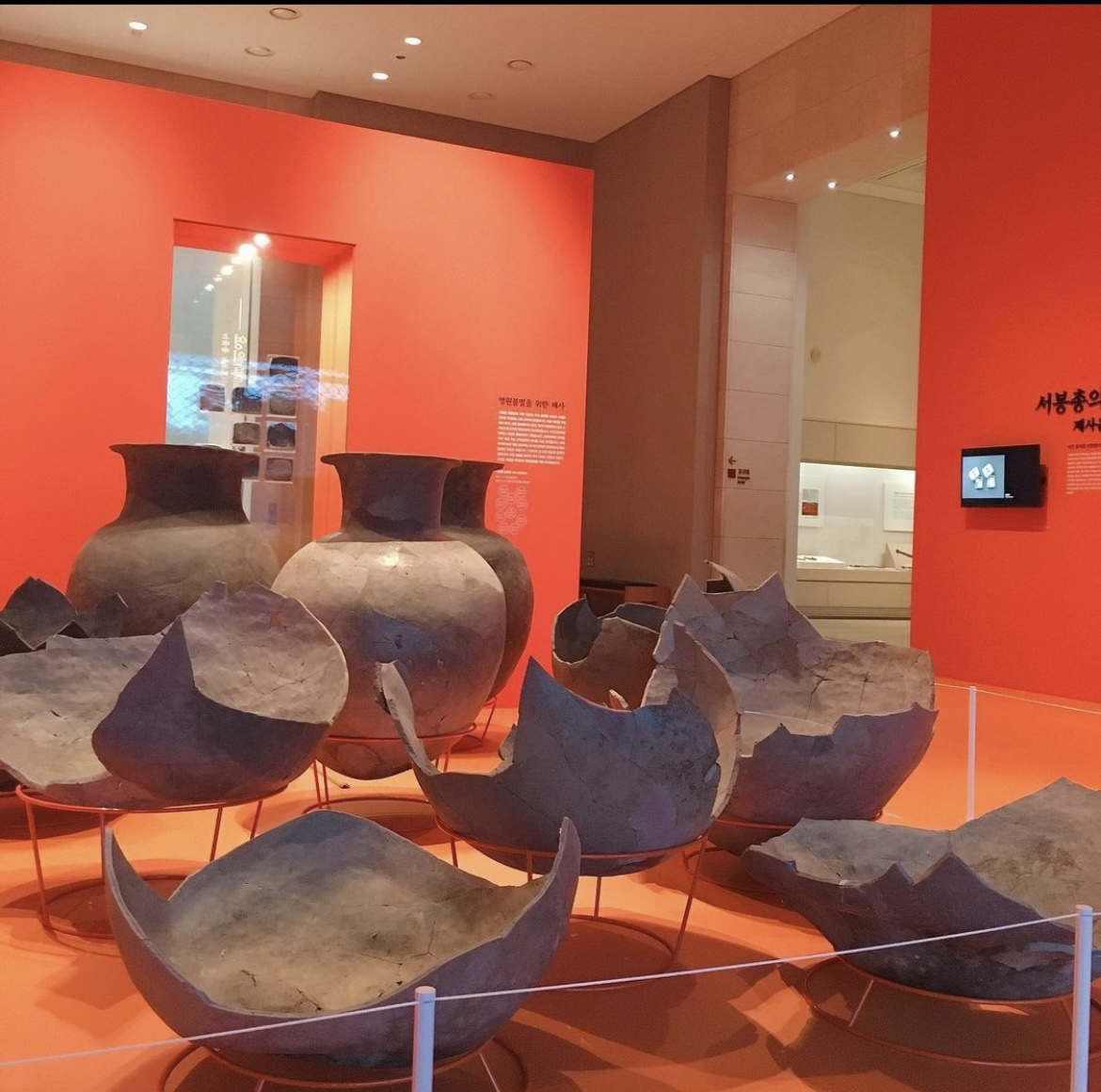
서봉총에서 발견된 제례용 대형 토기
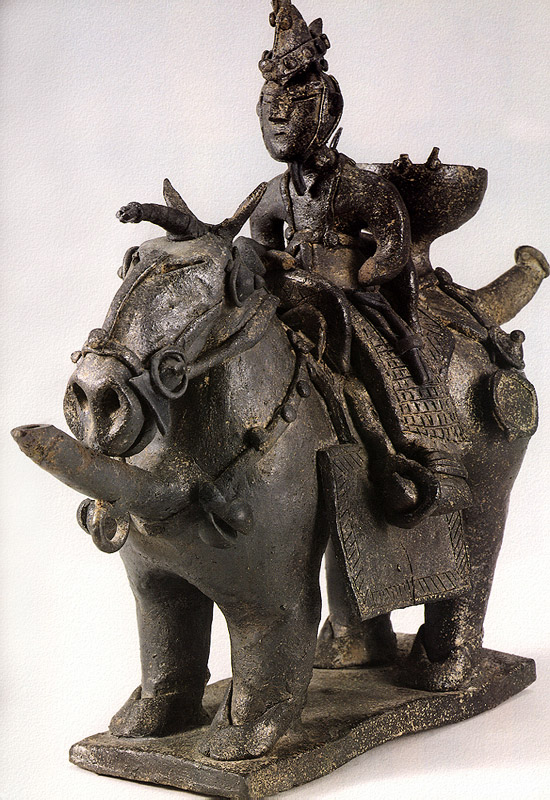
신라의 토용
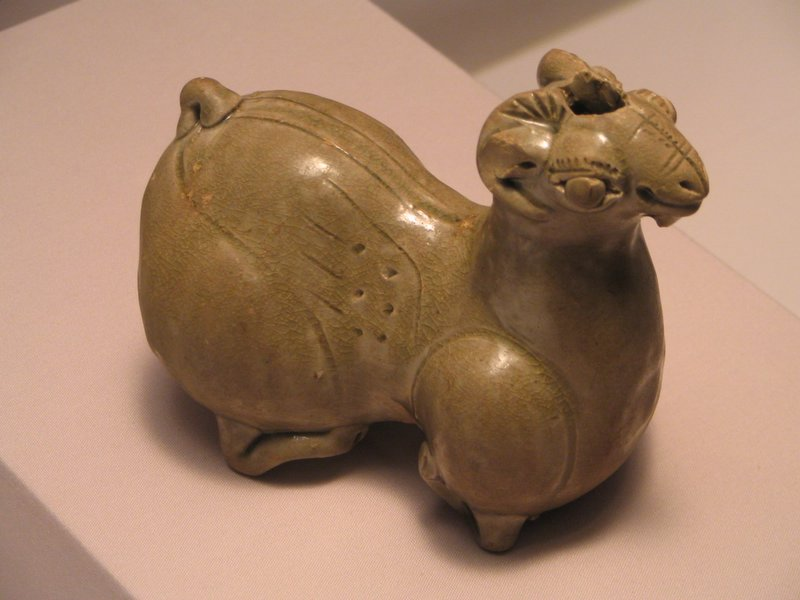
백제의 양모양 도자기

### 남북국 시대
남북국 시대나 신라 토기는 가야처럼 독특한 굽다리 걸상무늬가 있었다. 가야의 토기와 비교했을 때  3차원의 토기 위에 더 많은 물체를 올려놓을 수 있었다. 신라에서 발견된 토기 중에는 다른 동아시아 국가에서는 발견할 수 없는 특이한 형태가 많이 있다. 뿔, 말, 로마 군인, 아라비아인, 개미핥기, 코끼리 같은 특이한 토기를 많이 남겨 신라의 외교도 파악할 수 있다.
불교 사찰의 수가 늘어나며 청자의 수요가 늘어났는데, 청자는 동물과 새 모양 등 보다 유기적인 형태와 장식으로 매우 빠르게 진화하였다. 청자를 만들 때  정제된 점토에 소량의 쇳가루를 넣고 유약을 입힌 후 소량의 쇳가루를 더하여 굽는 기술이 나타났다. 이로써 유약을 더 오래 사용할 수 있게 해주었고, 백제의 도자기보다 더 광택이 날 수 있었다.

### 고려

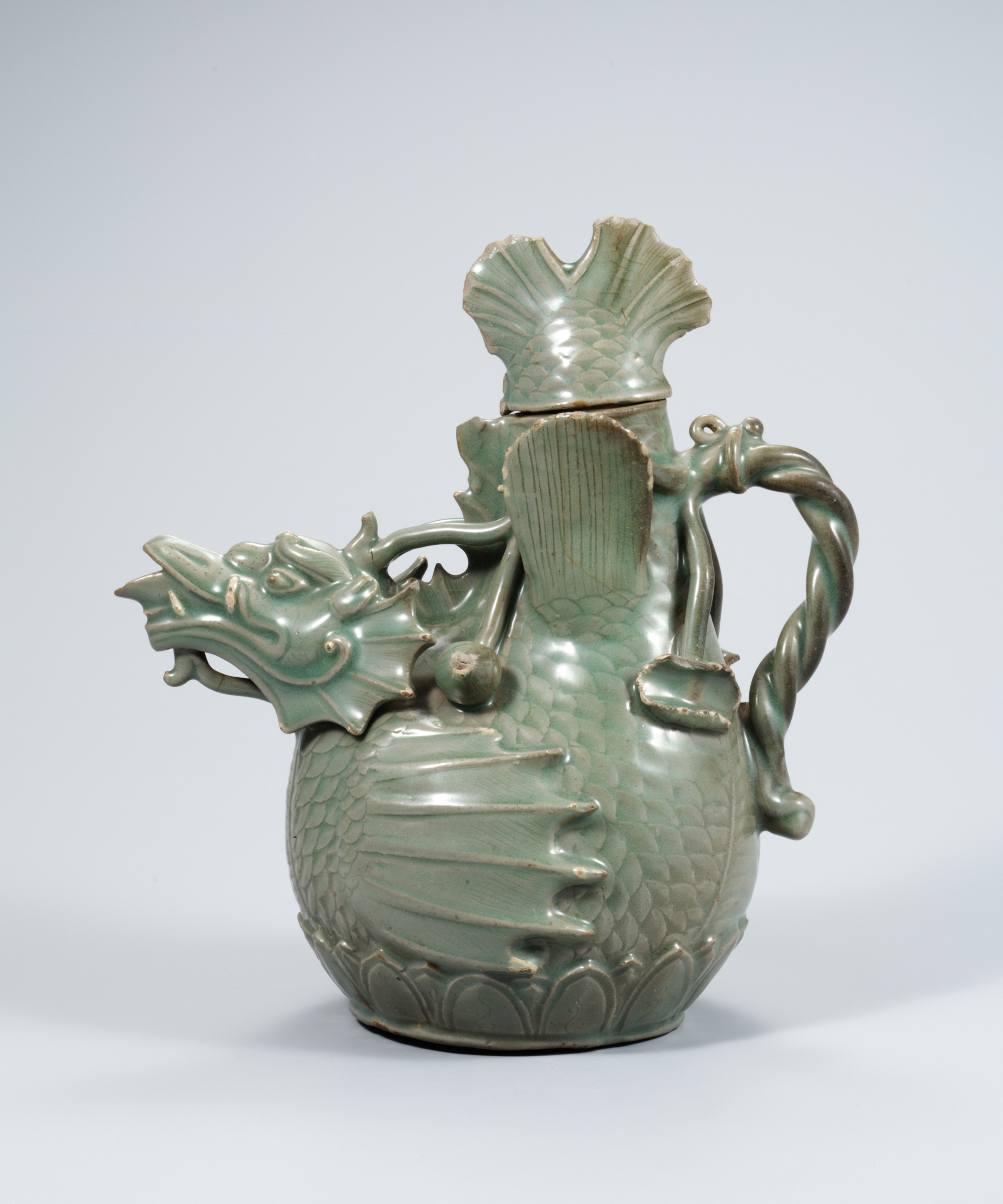
청자 어룡 모양 주전자. 전 국보 제61호이다.

고려시대에 발전된 상감기술을 통해 제작한 청자 상감운학문 매병. 12세기에 제작되었으며 전 국보 제68호이다.

고려(918~1392)의 도자기는 한국 역사상 가장 훌륭한 도자기로 여겨진다. 한국의 청자 제작 기술은 12세기 초에 상감 기법의 발명으로 절정에 달했다.
갈색에서 거의 검은색의 상감까지 다양한 색의 상감이 발명되어 음영을 더욱 다채롭게 표현하는 것이 가능해졌다. 거의 투명한 색의 유약을 통해 그 유약 아래의 상감의 색이 그대로 나타나게 하는 기술도 출현했다. 산화 구리 안료인 진사를 통해 붉은 빛이 돌게 할 수 있었는데 이는 후에 원나라의 적색 도자기가 출현하는 데에도 영향을 주었다.

## 같이 보기
- 한국의 미술
- 청자